# 贾森·理查德森 (跨栏运动员)
贾森·理查德森（1986年4月4日—）是美國田徑運動員，專精於110公尺跨欄項目。他的個人最佳紀錄是於2012年6月美國奧運選拔賽所創下的12.98秒。

## 外部連結
- 贾森·理查德森在的頁面